# Сторч, Николай Васильевич
Николай Васильевич Сторч (21 марта 1923 года, Черепашинцы, Винницкий округ, Подольская губерния, УССР — 2002) — военный деятель, начальник 8-го управления Генерального штаба Вооруженных сил СССР (1972—1988). Генерал-лейтенант (1972).

## Биография
Родился 21 марта 1923 года в селе Черепашинцы Винницкого округа Подольской губернии.
В январе 1940 года был призван в Красную Армию и зачислен курсантом в Винницкое стрелково-пулемётное училище.
В сентябре 1941 года — назначен командиром взвода в 241-й стрелковый полк 95-й стрелковой дивизии, которая в составе 35-го стрелкового корпуса Отдельной Приморской армии участвовала в обороне Одессы.
С 20 ноября 1943 года — помощник начальника оперативного отдела штаба Отдельной Приморской армии.
В конце марта 1944 года — направлен на учёбу в Военную академию имени М. В. Фрунзе, которую окончил в 1947 году, в 1958 году — окончил Военную академию Генерального штаба ВС СССР.
С 13 мая 1965 года по 5 сентября 1968 года — командир 27-й гвардейской мотострелковой дивизии (Группа советских войск в Германии), дивизия под его командованием участвовала в вводе войск в Чехословакию в 1968 году.
Приказом министра обороны СССР от 6 июля 1972 года назначен начальником 8-го управления Генерального штаба ВС СССР (служба специальной связи и защиты государственной тайны), и которое возглавлял до 1988 года.
Николай Васильевич Сторч умер в 2002 году.

### Память
В 2023 году его именем названа морская банка в Белом море (65°20′02″ с. ш. 37°29′08″ в. д.).
В 2023 году Почта России выпустила марку (номинал — 50 рублей), посвященную Сторчу, а также конверт первого дня и специальный почтовый штемпель.

## Награды
- Орден Красного Знамени
- 2 ордена Отечественной войны I степени
- 3 ордена Красной Звезды
- Орден «За службу Родине в Вооружённых Силах СССР» III степени
- Медаль «За отвагу» (СССР)
- Медаль «За оборону Одессы»
- Медаль «За оборону Севастополя»
- Государственная премия СССР (1985) — за работы в области военной науки и техники

Иностранные награды
- Медаль «30 лет Болгарской народной армии» (Болгария)
- Медаль «Отечественная война 1944—1945 гг.» (Болгария)
- Медаль «100 лет со дня рождения Георгия Димитрова» (Болгария)
- Медаль «90 лет со дня рождения Георгия Димитрова» (Болгария)
- Медаль «За укрепление братства по оружию» (Болгария)
- Медаль «100 лет Освобождения Болгарии от османского рабства» (Болгария)
- Медаль «1300 лет Болгарии» (Болгария)
- Медаль «40 лет Социалистической Болгарии» (Болгария)
- Медаль «Боевое содружество» (Куба)
- Медаль «20 лет Революционным вооружённым силам» (Куба)
- Медаль «30 лет Революционным вооружённым силам» (Куба)
- Медаль «60 лет Вооруженным силам МНР» (Монголия)
- Медаль «30 лет освобождения Чехословакии Советской Армией» (Чехословакия)
- Медаль «За укрепление дружбы по оружию» I степени (Чехословакия)
- Медаль Победы и Свободы (Польша)
- Орден Возрождения Польши V степени, кавалерский (рыцарский) крест (Польша)